# Apoteosis

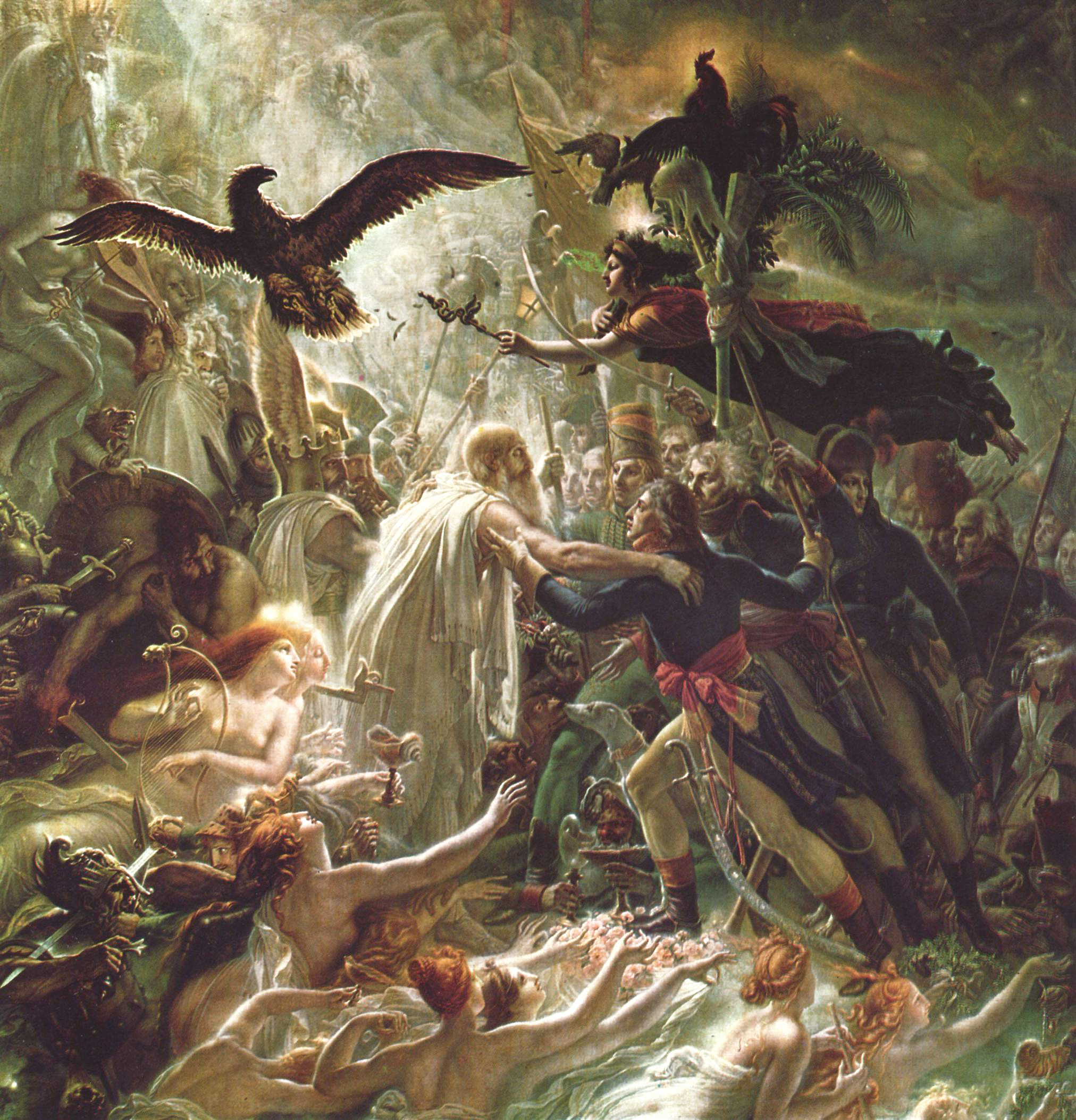
Alegoría a la apoteosis de los franceses caídos en la Guerra de Liberación

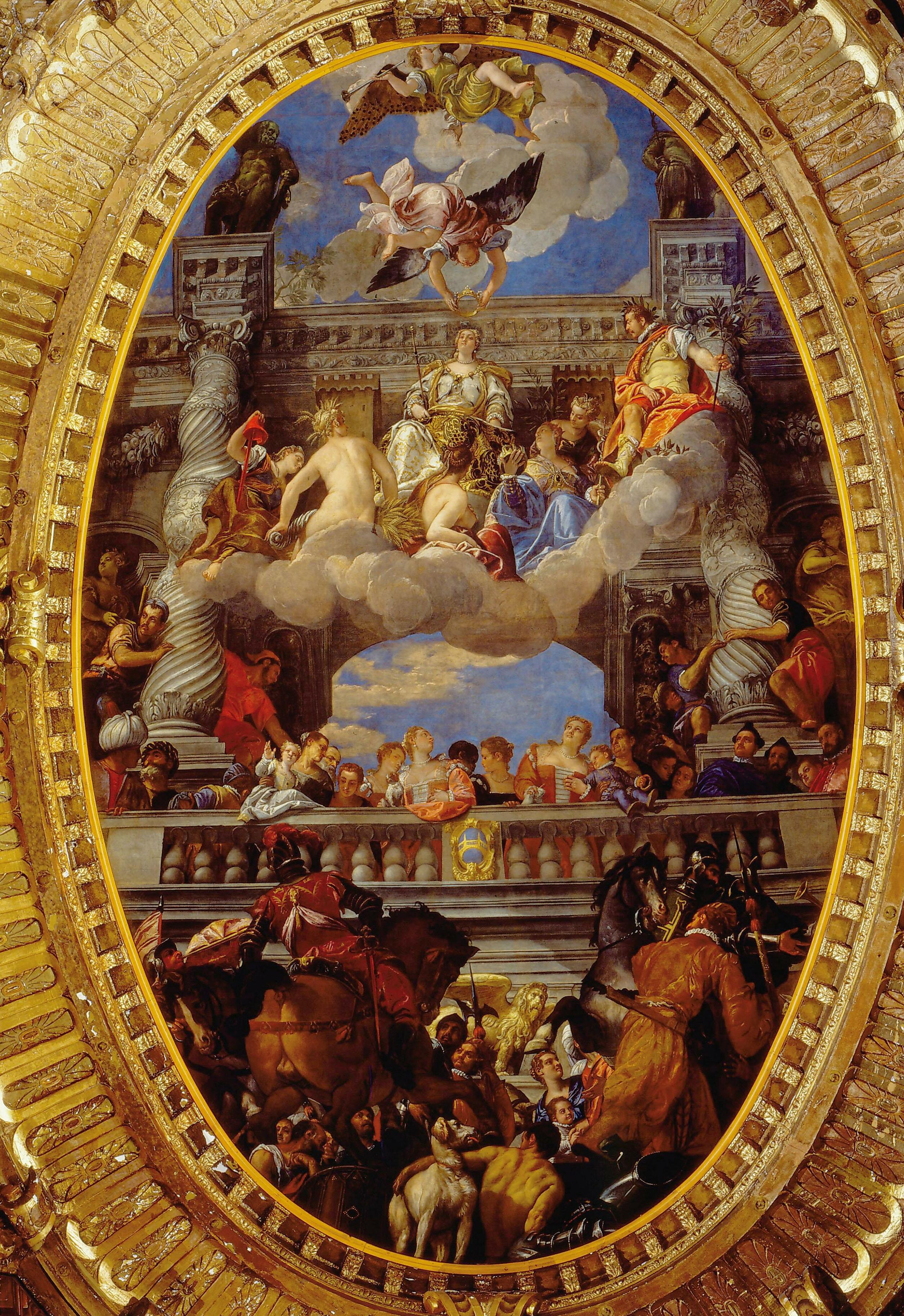
Apoteosis de Venecia (1585), de Paolo Veronese

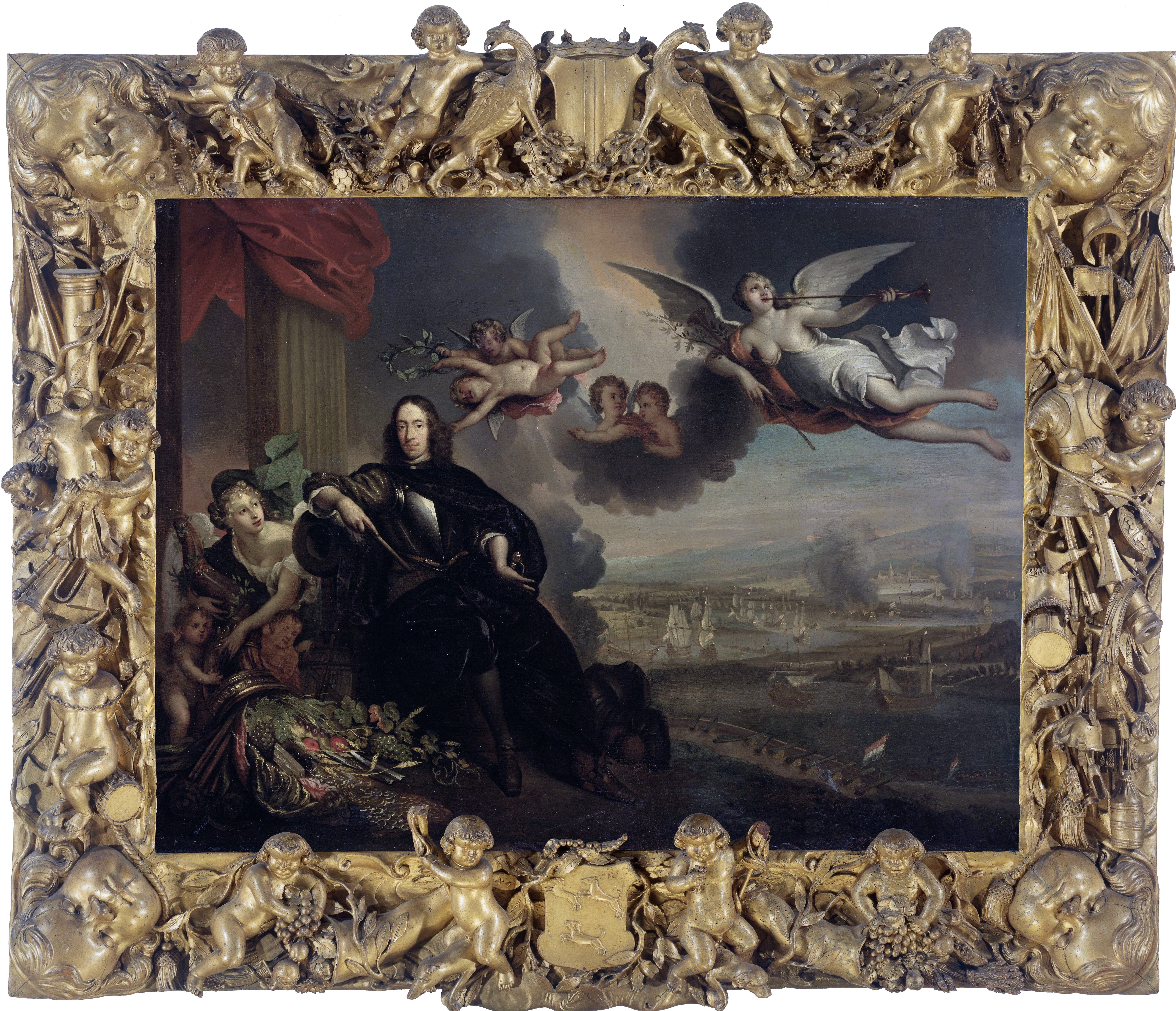
La apoteosis de Cornelis de Witt, con la incursión de Chatham en el fondo

Apoteosis (palabra griega que significa ‘contarse entre los dioses, divinizar, deificar’; apo ‘idea de intensidad’, theo ‘Dios’, osis ‘formación, impulsión’) se llamaba a una ceremonia que hacían los antiguos para colocar en el número de los dioses o héroes a los emperadores, emperatrices u otros mortales. Por extensión, se habla de apoteosis cuando se ensalza exageradamente a alguien con alabanzas y honores. Actualmente, en el uso ordinario, se aplica a la escena espectacular con que concluyen algunas funciones teatrales, normalmente de géneros ligeros; y por extensión, a toda manifestación de gran entusiasmo que tiene lugar en algún momento de una celebración o acto colectivo.
Esta voz tiene el mismo sentido entre los griegos que el divus entre los latinos. El origen de la apoteosis se remonta casi al de la idolatría (gr. eidolon ‘imagen, figura’; latreia ‘adoración’). Esta ceremonia, originaria de Oriente, de donde pasó a los griegos y después a los romanos, estaba fundada en la opinión de Pitágoras tomada de los caldeos, de que los hombres virtuosos serían colocados después de su muerte en la clase de los dioses. La apoteosis estuvo en uso entre los asirios, los persas, los egipcios, los griegos y los romanos.
En primer lugar tributaron homenaje al astro benéfico del que recibían la luz y que con su influencia fecunda la tierra. Luego de que empezaran a vivir en sociedad, su reconocimiento distinguió del común de los hombres a aquellos que se hallaban en estado de gobernarles, de darles leyes, de asegurar su reposo, de aumentar su bienestar y formaron de ellos después de su muerte otras tantas divinidades. Pero así como se abusa de todas las cosas, así la adulación de los pueblos concedió los honores divinos a príncipes despreciables o perversos, y los mismos príncipes, abusando de su poder, colocaron entre los héroes y los inmortales a hombres que no tenían ningún derecho al reconocimiento y respeto de los pueblos. Se sabe que Alejandro, poco satisfecho de los magníficos funerales que había mandado hacer a su amante Hefestión, ordenó que se le rindiesen honores divinos. La locura del emperador Adriano por Antínoo su favorecido, no fue menos notable.
La primera apoteosis de que se hace mención es la de Osiris y luego la de Belo. Todas las divinidades de los griegos y latinos son mucho más modernas. Jenofonte asegura que Ciro fue el primero en ser adorado como un dios aún en vida. Cicerón hace mención de la apoteosis de Erecteo y de sus hijos. Plutarco y Diodoro hablan de la de Teseo; san Agustín, de la de Codro; Orígenes, de la de Hércules Tebano, hijo de Alcmena y de Amfiaro.
Los griegos, no contentos de hacer a los grandes hombres magníficos funerales y de erigirles soberbias tumbas, les rendían honores divinos, les elevaban altares y les inmolaban víctimas, instituyendo a menudo en obsequio suyo sacrificios y fiestas o juegos anuales que celebraban con la mayor pompa.
En tiempos más recientes, Herman Melville, en La Ballena, le dedica el capítulo 23 entero a la descripción precisa del concepto.

## Antigua Roma

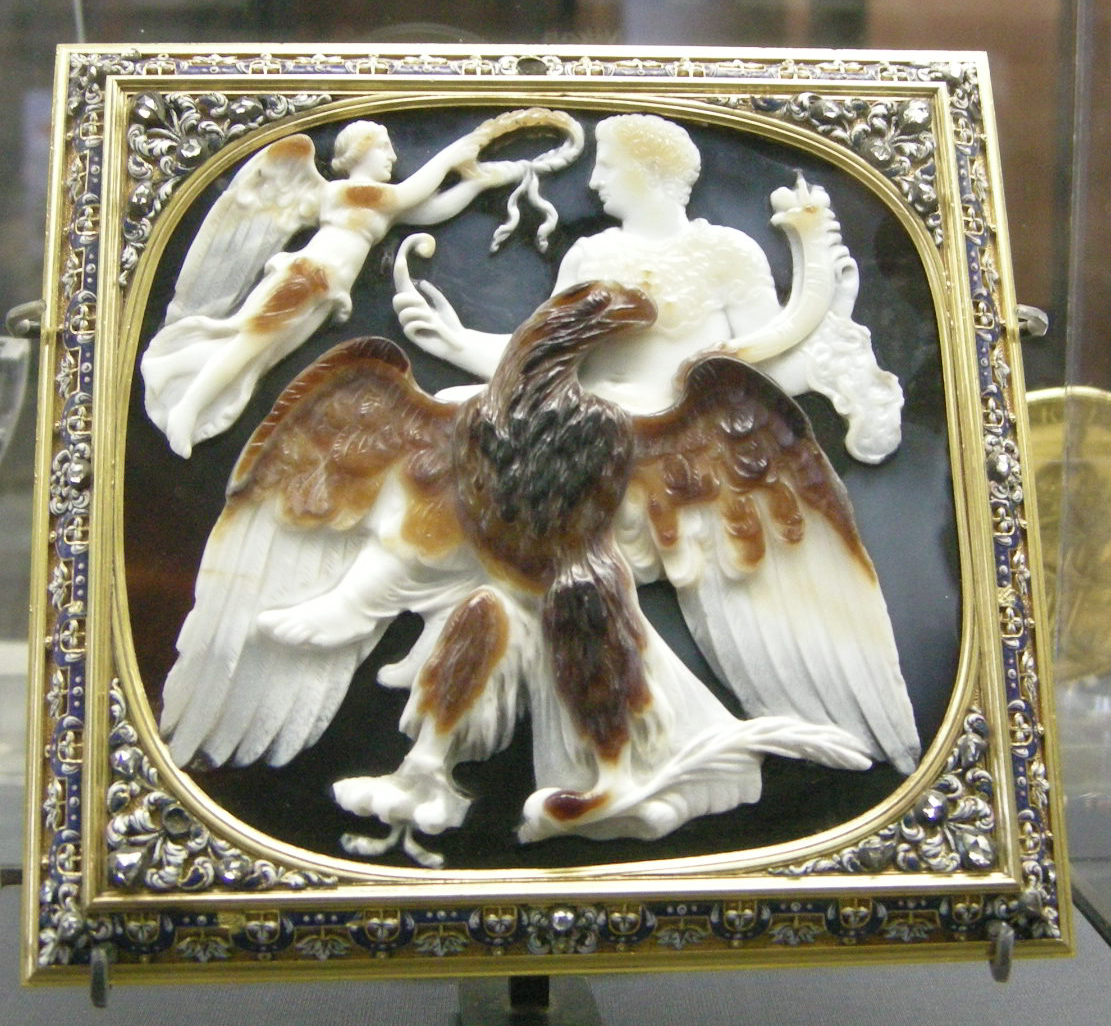
Apoteosis de Claudio, ca. 54 d. C

Las apoteosis o deificaciones pasaron de los griegos a los romanos. Los primeros no concedían estos honores sino por la autoridad de un oráculo y los romanos por un decreto del senado.
Este honor, atribuido a Rómulo, se renovó por Augusto a favor de Julio César, el que esparció la voz de que Venus había llevado su alma a la morada de los dioses en el momento en que fue asesinado. Habiendo aparecido durante los siete días en que se celebraban los juegos fúnebres en honor de Julio César un nuevo cometa, stella crinita, dio esta circunstancia mayor autoridad a su apoteosis y se creyó que aquel astro fuese la residencia de su alma o esta misma. Se edificaron templos al nuevo dios, se le ofrecieron sacrificios y su estatua fue siempre representada con una estrella sobre la cabeza. Observaron después que en todo el año inmediato a su muerte el Sol estuvo algo pálido y no se dejó de atribuir a la cólera de Apolo, un fenómeno que tal vez fue efecto de alguna mancha solar.
Después de César todos los demás emperadores fueron colocados en la clase de los dioses por la desmedida adulación de los romanos. Herodiano, testigo ocular, describe la ceremonia de la apoteosis de los emperadores romanos del modo siguiente:
Muerto el emperador y enterrado con gran pompa y magnificencia, principia esta fiesta que es un misto de alegría y de tristeza, la que celebra toda la ciudad. Se coloca a la entrada del palacio imperial un lecho de marfil muy elevado cubierto de tapices tejidos de oro, sobre el que se pone una figura de cera que representa al emperador pálido y enfermo. A la izquierda está una gran parte del día el Senado vestido de luto, es decir, con vestiduras blancas y a la derecha las más distinguidas matronas romanas, sin dijes de oro ni otros adornos preciosos. Este luto se guarda por siete días, durante los cuales muchos médicos visitan al pretendido enfermo asegurando cada vez que aún vive.
Cuando estos anuncian que el augusto enfermo ha muerto, algunos jóvenes escogidos del orden ecuestre y senatorio toman el supuesto cadáver y lo llevan sobre sus espaldas por la vía sacra al antiguo foro donde los magistrados romanos solían despojarse de su dignidad. En los dos lados del foro se ponen muchas gradas donde se colocan los jóvenes y doncellas distinguidas que cantan alternativamente graves y melancólicos versos en honor del difunto.
De allí trasportan el lecho fuera de la ciudad al campo de Marte, donde hay erigido un catafalco cuadrado construido con largas vigas que dejan un gran hueco debajo de sí. Todo el interior del primer orden está lleno de materias combustibles y el exterior, cubierto de tapices tejidos de oro, de estatuas de marfil y de ricas pinturas. Sobre este orden se eleva otro más pequeño y adornado del mismo modo, con puertas practicables y abiertas y sobre el segundo salen otros dos semejantes pero en disminución progresiva. Todo el catafalco se parece a una torre o faro destinado en los puertos para alumbrar y servir de guía a las embarcaciones en la oscuridad.
Se coloca el lecho en lo interior del segundo orden y se ponen por todo su alrededor muchos aromas, perfumes, flores, resinas, en una palabra, todo cuanto pueda exhalar una suave y grata fragancia. Todas las naciones, todas las ciudades, todos los grandes del imperio hacen alarde de ofrecer estos últimos dones a su antiguo señor. Después de colocadas dichas ofrendas simétricamente, la caballería da algunas vueltas en torno del catafalco, haciendo varias evoluciones semejantes a las de la danza pírica. Coches magníficos, dirigidos por personas distinguidas vestidas con ropas adornadas de púrpura, siguen los movimientos de la caballería y finalmente el príncipe que le sucede en el Imperio, toma una tea y prende fuego a la pira, secundado por todos los de su comitiva. Los aromas y las materias combustibles se encienden al instante y entonces es cuando se hace salir de lo alto del catafalco un águila que volando lejos dicen que lleva al cielo el alma del príncipe, al que después de esta ceremonia se le tributan los mismos honores que se rinden a los dioses más antiguos.
Esta veneración era tanta, que un hombre hubiese antes faltado al juramento prestado al mismo Júpiter, que al hecho por el genio del emperador. Juraban igualmente por las emperatrices deificadas, siendo Calígula el primero que permitió a las mujeres el jurar por Drusila.
En las medallas destinadas a conservar la memoria de un apoteosis por un lado se grababa la cabeza del príncipe coronada de laurel y cubierta con un velo, con el título de divus en la inscripción. En el reverso había un templo y otras veces un altar con el fuego ardiendo o bien un águila en actitud de remontarse. A veces el águila se halla sobre un globo o sobre una columna sepulcral.
Según Artemidoro, era costumbre antigua el representar las imágenes de los emperadores a quienes se habían hecho los honores del apoteosis, sobre un águila que les conducía por los aires. Esta idea era tomada de la costumbre que había de soltar un águila en el momento mismo en que se prendía fuego a la pira en la que se iba a quemar el cuerpo del emperador.
La apoteosis de las princesas está denotado con la silla curul atravesada de una asta o pica, símbolo de Juno y con el ave que le estaba consagrada. Los antiguos gentiles creían que el águila y el pavo conducían las almas al cielo.

## Corea del Norte
En Corea del Norte, los fallecidos Kim Il-sung y Kim Jong-il son objeto de un culto a la personalidad semejante en todo al culto a los monarcas divinizados de la antigüedad, que incluye templos, ceremonias pseudorreligiosas, un calendario específico, y otros elementos similares.

## Apoteosis en el arte

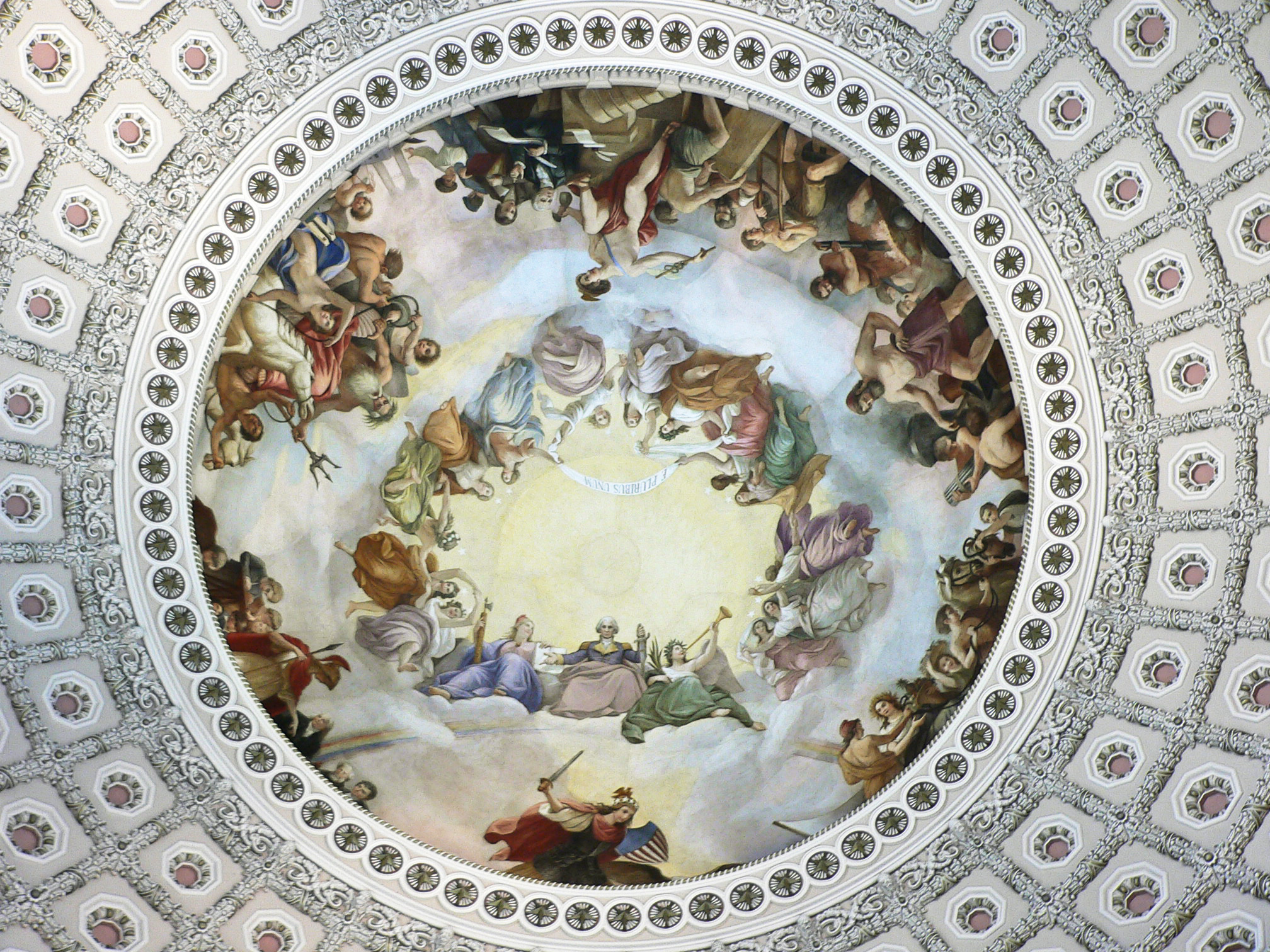
La Apoteosis de Washington, fresco de gran tamaño plasmado en la Rotonda del Capitolio de los Estados Unidos, en Washington D. C., por el artista italiano Constantino Brumidi en 1865.

En el teatro, la apoteosis corresponde a la culminación de alguna escena de manera espectacular.
En El Símbolo Perdido de Dan Brown, se habla acerca de la apoteosis del ser humano, y pone de ejemplo la que pretendían hacer los Padres de la Patria de los Estados Unidos con sus ideas masónicas. También se presenta el fresco La Apoteosis de Washington, pintado por Constantino Brumidi sobre el techo de la Rotonda del Capitolio en la ciudad de Washington.
En Colombia en la ciudad de Popayán, se encuentra La Apoteosis de Popayán pintada por Efraim Martínez donde se representa todo cuanto Popayán considera sus más preciadas glorias del pasado.

## Apoteosis en la televisión
En ciencia ficción de televisión, se han hecho diversas referencias al concepto de apoteosis, algunas más explícitas que otras.
En la serie de anime japonés Neon Genesis Evangelion, como parte esencial de la trama final, se plantea la creación de un dios a partir de la tecnología, los restos de otros seres y la conciencia humana del protagonista, quien tendrá la decisión final de dar vida o muerte a todas las formas de vida del planeta.
En la serie de ciencia ficción Caprica, uno de los temas más importantes de la trama es el apoteosis. En este caso, el término es usado explícitamente por algunos de los personajes principales. Además, el último episodio de la primera temporada se llama "Apotheosis".

## Apoteosis en el mundo de los videojuegos
En el videojuego God of War (2005), el personaje principal, que es un exgeneral espartano, se enfrenta durante el transcurso del videojuego a los ejércitos de Ares, el Dios de la Guerra griego, tras realizar un pacto con este, y al final de la trama el personaje principal pasa de un simple mortal a convertirse en el nuevo Dios de la Guerra tras derrotar a Ares.